# Luciano de Samósata
Luciano de Samósata (gr. Λουκιανὸς ό Σαμοσατεύς) nasceu ca. 125 em Samósata, na província romana da Síria, e morreu pouco depois de 181, talvez em Alexandria, Egito. De certo, pouca coisa se sabe a respeito de sua vida, mas o apogeu de sua atividade literária transcorreu entre 161 e 180, durante o reinado de Marco Aurélio.
De origem possivelmente semita, Luciano escreveu em grego e se tornou conhecido notadamente pelos diálogos satíricos. Satirizou e criticou acidamente os costumes e a sociedade da época e exerceu, a partir da Renascença, significativa influência em escritores ocidentais do porte de Erasmo, Rabelais, Quevedo, Swift, Voltaire e Machado de Assis.
A ele foram atribuídas mais de 80 obras, conhecidas em conjunto por corpus lucianeum ("coleção luciânica"), dentre as quais pelo menos uma dezena é apócrifa. As mais conhecidas são (Uma) História Verdadeira (ou História Verídica), O Amante das Mentiras, Diálogo dos mortos, Leilão de vidas, O burro Lúcio, Hermotimo, A passagem de Peregrino, Anacharsis e [Os dois] Amores.
Em Uma História Verdadeira, Luciano relata uma fantástica viagem à Lua, menciona a existência de vida extraterrestre e antecipa diversos outros temas popularizados durante o século XX pela ficção científica. Em A passagem de Peregrino legou-nos uma rara abordagem do cristianismo segundo o ponto de vista de um não-cristão. Já em Anacharsis, Luciano de Samósata analisa de modo crítico o modo como os antigos gregos valorizavam as disputas atléticas.